# Türkische Demokratische Partei Mazedoniens
Makedonya Türk Demokratik Partisi oder Türk Demokratik Partisi (deutsch Türkische Demokratische Partei Mazedoniens; mazedonisch Демократска партија на Турците Demokratska Partija na Turcite) ist eine politische Partei in Nordmazedonien. Sie wurde 1990 von der türkischen Minderheit gegründet.

## Geschichte
Die Partei wurde 1990 von Avni Engüllü in der nordmazedonischen Hauptstadt Skopje gegründet.
Beim fünften Parteikongress am 5. April 2003 wurde Kenan Hasip zum Parteivorsitzenden gewählt.

## Vorstand
| Name            | Aufgabe                              |
| --------------- | ------------------------------------ |
| Kenan Hasip     | Parteivorsitzender                   |
| Beycan İlyas    | stellvertretender Parteivorsitzender |
| Gönül Bayraktar | stellvertretender Parteivorsitzender |
| Enver Hüseyin   | Generalsekretär                      |
| Furkan Çako     | Mazedonischer Minister               |
| Ariyan İbrahim  | Bürgermeister von Centar Župa        |
| Fuad Hacı-Eyüp  | Vorsitzender der Jugendorganisation  |
| Filiz Nezir     | Sprecher                             |